# Andrew Achari
Andrew Achari (28 de febrero de 1973) es un Árbitro de fútbol fiyiano. Dirige en la Liga Nacional de Fútbol de Fiyi y en la O-League, dado que es internacional de OFC desde 2009.
Además, pitó en la Primera fase de las Eliminatorias oceánicas a Brasil 2014, también fue quien estuvo a cargo de la final del Campeonato Sub-17 de la OFC 2011.
El 14 de mayo de 2012 fue seleccionado como uno de los oficiales en la Copa de las Naciones de la OFC de ese año.